# Polygonalt fort
Et polygonalt fort er en type befæstning, der opstod i Frankrig i slutningen af 1700-tallet og blev fuldt udviklet i Tyskland i første halvdel af 1800-tallet. I modsætning til tidligere forter havde polygonale forter ingen bastioner, da disse havde vist sig at være sårbare. Som en del af ringfæstninger blev polygonale forter generelt anlagt i en ring omkring det område, de skulle beskytte, således at hvert fort kunne understøtte sine naboer. Konceptet med det polygonale fort viste sig at være fleksibelt over for forbedringer i det artilleri, der kunne anvendes imod dem, og de blev fortsat opført og ombygget langt ind i 1900-tallet.